# Gnamptodon
Gnamptodon är ett släkte av steklar som beskrevs av Alexander Henry Haliday 1833. Gnamptodon ingår i familjen bracksteklar.

## Dottertaxa tillGnamptodon, i alfabetisk ordning[1][2]
- Gnamptodon abnormis
- Gnamptodon allochetus
- Gnamptodon allopatricus
- Gnamptodon apheles
- Gnamptodon bicolor
- Gnamptodon bini
- Gnamptodon boreus
- Gnamptodon breviradialis
- Gnamptodon brevis
- Gnamptodon catamaranensis
- Gnamptodon chinensis
- Gnamptodon clarimacula
- Gnamptodon decoris
- Gnamptodon dispar
- Gnamptodon erasmi
- Gnamptodon georginae
- Gnamptodon glaber
- Gnamptodon habilis
- Gnamptodon indicus
- Gnamptodon isoplasticus
- Gnamptodon longicauda
- Gnamptodon malabaricus
- Gnamptodon molestus
- Gnamptodon nepalicus
- Gnamptodon nepticulae
- Gnamptodon nieukerkeni
- Gnamptodon novateutonicus
- Gnamptodon novobritannicus
- Gnamptodon orientalis
- Gnamptodon pilosus
- Gnamptodon pumilio
- Gnamptodon recticarinatus
- Gnamptodon rotundincisus
- Gnamptodon ruficeps
- Gnamptodon rugulosus
- Gnamptodon sichotaealinicus
- Gnamptodon similis
- Gnamptodon sinuatus
- Gnamptodon tadzhicus
- Gnamptodon talumalausensis
- Gnamptodon tasmanicus
- Gnamptodon topali
- Gnamptodon tricrenulatus
- Gnamptodon unifossa
- Gnamptodon vlugi